# Сурсько-Литовське
Су́рсько-Лито́вське — село в Україні, центр Сурсько-Литовської сільської територіальної громади Дніпровського району Дніпропетровської області. Населення за переписом 2001 року становило 4264 особи.

## Географія і розташування
Село Сурсько-Литовське розміщене в центральній частині Дніпропетровської області на берегах річки Мокра Сура. Відстань до околиць Дніпра — 5 кілометрів. Село входить до Дніпровської агломерації.
Сурсько-Литовське розташоване у фізико-географічній зоні Придніпровська височина. Висота над рівнем моря в селі змінюється від 55-60 метрів (у долині Мокрої Сури) до 80-90 метрів.
Сусідні населені пункти: села Новоолександрівка (на схід) і Сурсько-Клевцеве (на південний захід).
Селом проходить автошлях Т 0421, а також лінія Апостолове—Нижньодніпровськ-Вузол Придніпровської залізниці, станція Сурське. У селі Балка Трутова впадає у річку Мокру Суру.
Див. також Балка Кирпична.

### Клімат
| Клімат Сурсько-Литовського | Клімат Сурсько-Литовського | Клімат Сурсько-Литовського | Клімат Сурсько-Литовського | Клімат Сурсько-Литовського | Клімат Сурсько-Литовського | Клімат Сурсько-Литовського | Клімат Сурсько-Литовського | Клімат Сурсько-Литовського | Клімат Сурсько-Литовського | Клімат Сурсько-Литовського | Клімат Сурсько-Литовського | Клімат Сурсько-Литовського | Клімат Сурсько-Литовського |
| Показник                   | Січ.                       | Лют.                       | Бер.                       | Квіт.                      | Трав.                      | Черв.                      | Лип.                       | Серп.                      | Вер.                       | Жовт.                      | Лист.                      | Груд.                      |                            |
| Середній максимум, °C      | −1,3                       | −0,6                       | 4                          | 13,9                       | 21,5                       | 25,8                       | 27,9                       | 27,1                       | 21,2                       | 13,8                       | 6                          | 1,4                        |                            |
| Середня температура, °C    | −4,4                       | −3,8                       | 0,6                        | 9,2                        | 16,2                       | 20,4                       | 22,4                       | 21,4                       | 15,8                       | 9,3                        | 3                          | −1,2                       |                            |
| Середній мінімум, °C       | −7,4                       | −6,9                       | −2,8                       | 4,6                        | 11                         | 15                         | 16,9                       | 15,8                       | 10,5                       | 4,9                        | 0                          | −3,8                       |                            |
| Норма опадів, мм           | 43                         | 35                         | 33                         | 37                         | 44                         | 59                         | 53                         | 38                         | 36                         | 33                         | 41                         | 46                         |                            |
| -------------------------- | -------------------------- | -------------------------- | -------------------------- | -------------------------- | -------------------------- | -------------------------- | -------------------------- | -------------------------- | -------------------------- | -------------------------- | -------------------------- | -------------------------- | -------------------------- |
| Джерело: climate-data.org  |                            |                            |                            |                            |                            |                            |                            |                            |                            |                            |                            |                            |                            |

## Назва
…кажуть, колись на береги річки Сура приїхали литовці, думаючи, що тут живуть їхні земляки. Але село виявилося білоруським. Місцеві жителі звалися литвинами, бо Білорусь колись була у складі Великого князівства Литовського.

## Історія
Виникнення поселення на місці сучасного села припадає на кінець XVIII століття, коли після перемоги російських військ у російсько-турецькій війні 1787—1791 років почалось інтенсивне заселення земель Південної України.
30 травня 1793 року, згідно з царським указом, селяни казенної суконної мануфактури з містечка Дубровного Могильовської губернії переводилися до Катеринослава. В липні 1794 року для роботи на фабриках прибуло 285 сімей, всього 1792 особи. Їх розмістили по навколишніх казенних поселеннях.
Переселенням литвинів з Дубровного займався зокрема поручик Євстафій Шпігельберг.
Весною 1795 селяни переїхали у побудовані для них по берегах Мокрої Сури 225 хат.
Побудовані 225 будівель до весни були необмазані, а дахи підрядниками так покриті, що їх було необхідно перекривати. Ярої пшениці селянам було відпущено мало і занадто пізно, тому все, що було посіяно, пропало, врожаю не було… Не змогли литвини звикнути і до місцевої води, яку, через відсутність колодязів, вони брали з річки Сури. Та час від часу зацвітала — тоді наставала хвороба з гарячкою.
Через неврожай, нестачу продуктів та питної води, що спричиняло хвороби, поселенці виснажувались, їх кількість за 4 роки після переселення зменшилась на 599 осіб.
У перші роки після заснування поселення не мало офіційної назви. Але вже 1798 року в одному з документів воно згадується як казенне село Дубровинське, а в іншому — як слобода Сурська. На початку XIX століття за селом закріпилась назва фабричної слободи Сурсько-Литовської.
На початку 19 століття тут збудували прядильню і ткальню з чотирма верстатами, які були філією Катеринославської суконної фабрики. Проте ці майстерні проіснували недовго.
Завдяки своєму близькому розташуванню біля великого промислового центра, яким у другій половині 19 століття став Катеринослав, Сурсько-Литовське починає зростати кількісно.
За даними на 1859 рік у казенному селі Катеринославського повіту Катеринославської губернії мешкало 1457 осіб (726 чоловічої статі та 731 — жіночої), налічувалось 289 дворових господарств, існувала православна церква.
При переселенні литвинів до України робітникам надавались російські прізвища в рамках русифікації. Тож в метричних книгах року церкви Трьохсвятительської церкви села Сурсько-Клевцеве та Свято-Духівської церкви цього села більшість селян має прізвища типу Єгоров, Степанов, Захаров, Данілов, Митрофанов, Філіпов і лише два литвинських — Зуєнок та Любченок.
Станом на 1886 рік у селі, центрі Сурської волості, мешкало 2267 осіб, налічувалось 390 дворових господарств, існували православна церква, школа та 3 лавки.
У 1905 році в селі було організовано волосний комітет Селянської Спілки, куди увійшли волосний писар А.А. Мітюченко, вчителі С.І. Абрамчик та  М.Т. Зуєв, які агітували проти уряду. Населення Сурсько-Литовського категорично відмовилося надавати каральним загонам підводи, після чого їх нещадно відшмагали. Солдати силою відбирали у селян коней і запрягали в брички.
У 1908 році населення зросло до 4547 осіб (2242 чоловіки та 2305 — жінок), налічувалось 731 дворове господарство.
На початку XX століття в селі було відкрито церковно-парафіяльну школу та двокласне училище.
З грудня 1919 року Сурсько-Литовське у складі УРСР. Станом на 1925 р. село належало до Сурсько-Литвинської білоруської національної сільської ради. Під час колективізації в СРСР протягом 1920-х років в селі створено 6 колгоспів.

Дитячий комбінат, 1967 рік

1929 року відкрита залізнична станція Сурське на новозбудованій залізничній лінії.
Під час Другої світової війни з серпня 1941 року по жовтень 1943 року село було окуповане німецькими військами.
У повоєнні роки почалось укрупнення колгоспів, у 1959 році на базі 6 колгоспів села створено один — ім. Дзержинського.
У 1967 році чисельність населення Сурсько-Литовського становила 4 330 жителів. В селі була дільнична лікарня на 35 ліжок, ФАП, пологовий будинок, середня та початкова школи, дитячий комбінат. Заклади сфери побуту: 9 магазинів, їдальні, швацька і телемайстерня.

## Сучасність
1989 року за переписом тут мешкало приблизно 4700 осіб.
У Сурсько-Литовському працює декілька сільськогосподарських підприємств (найбільші — ВП «Універсалзернопродукт», ТОВ АПФ «Агроінвест»). В селі прокладено 6 кілометрів газопроводу.
Заклади соціально-культурної сфери та повсякденно-побутових послуг:
- Ліцей;
- Дошкільний навчальний заклад «Мальвіна»;
- Сурсько-Литовська дільнична лікарня;
- Будинок культури;
- Нова пошта та Укрпошта;
- Центр надання адміністративних послуг;
- Приблизно 15-20 маленьких або середніх продуктових та побутових магазинів;
- Супермаркет СільмаГ;
- Кав'ярня;
- Аптека Малина;
- Бар;
- Бібліотека.

Протягом 2015—2021 років завдяки децентралізації відбулося покращення інфраструктури села — ремонтується школа, лікарня, асфальтуються вулиці тощо.
У 2022 році — реконструйовано ліцей; заснован ЦНАП СУРСЬКО-ЛИТОВСЬКОЇ СІЛЬСЬКОЇ РАДИ
У 2024-2025 році збудований перший супермаркет - СільмаГ.
У 2025 році збудовано спортивний комплекс - "СК СУРА" та пам'ятник "Захисникам України всіх часів" поряд з ним та магазин; Відкрито магазин із продажу родзинок: "У тітки люсі"

## Пам'ятки
1934 року радянська влада закрила і частково зруйнувала місцевий храм: були зняті дзвони і знищено купол. У тому ж році спалили Свято-Духівську дерев'яну церкву, яка вже до того часу використовувалася як комора для зберігання зерна (у заможному й великому селі колись було два храми).
Зазнали гонінь і репресій місцеві священики. У 1937-му за звинуваченням у «контрреволюційній діяльності» розстріляні священики Василь Павловський і Кузьма Григор'єв. Нині вони повністю реабілітовані.
А в 1965-му підірвано і сам храм. У незалежній Україні церкву відкрито у старовинній будівлі колишнього будинку священика. Вже понад десять років звершує богослужіння в храмі священик Дмитро Гаврилюк.
Нині у Сурсько-Литовському на правому березі Сури побудована нова церква — зменшена копія спорудженої в Криму 1892 року. Новий храм в точності нагадуватиме храм Воскресіння Христового у Форосі, побудований за проектом відомого академіка архітектури Миколи Чагіна у візантійському храмовому стилі, з системою внутрішніх опор — стовпів і з застосуванням численних бань-куполів. 12 листопада 2011 року для споруджуваної храмової будівлі були освячені нові хрести і куполи.
Свято-Духівський храм знаходиться за адресою - вул. Шкільна, 36-Б.

## Населення

### Мова
Розподіл населення за рідною мовою за даними перепису 2001 року:
| Мова            | Кількість | Відсоток |
| --------------- | --------- | -------- |
| російська       | 2681      | 62.88%   |
| українська      | 1547      | 36.28%   |
| білоруська      | 25        | 0.59%    |
| вірменська      | 1         | 0.02%    |
| інші/не вказали | 10        | 0.23%    |
| Усього          | 4264      | 100%     |

## Відомі уродженці
- Решетников Федір Павлович (1906—1988) — радянський живописець і графік, автор відомої картини «Знову двійка»;
- Щедрова Валентина Іванівна (1930) — українська скульпторка.

## Галерея

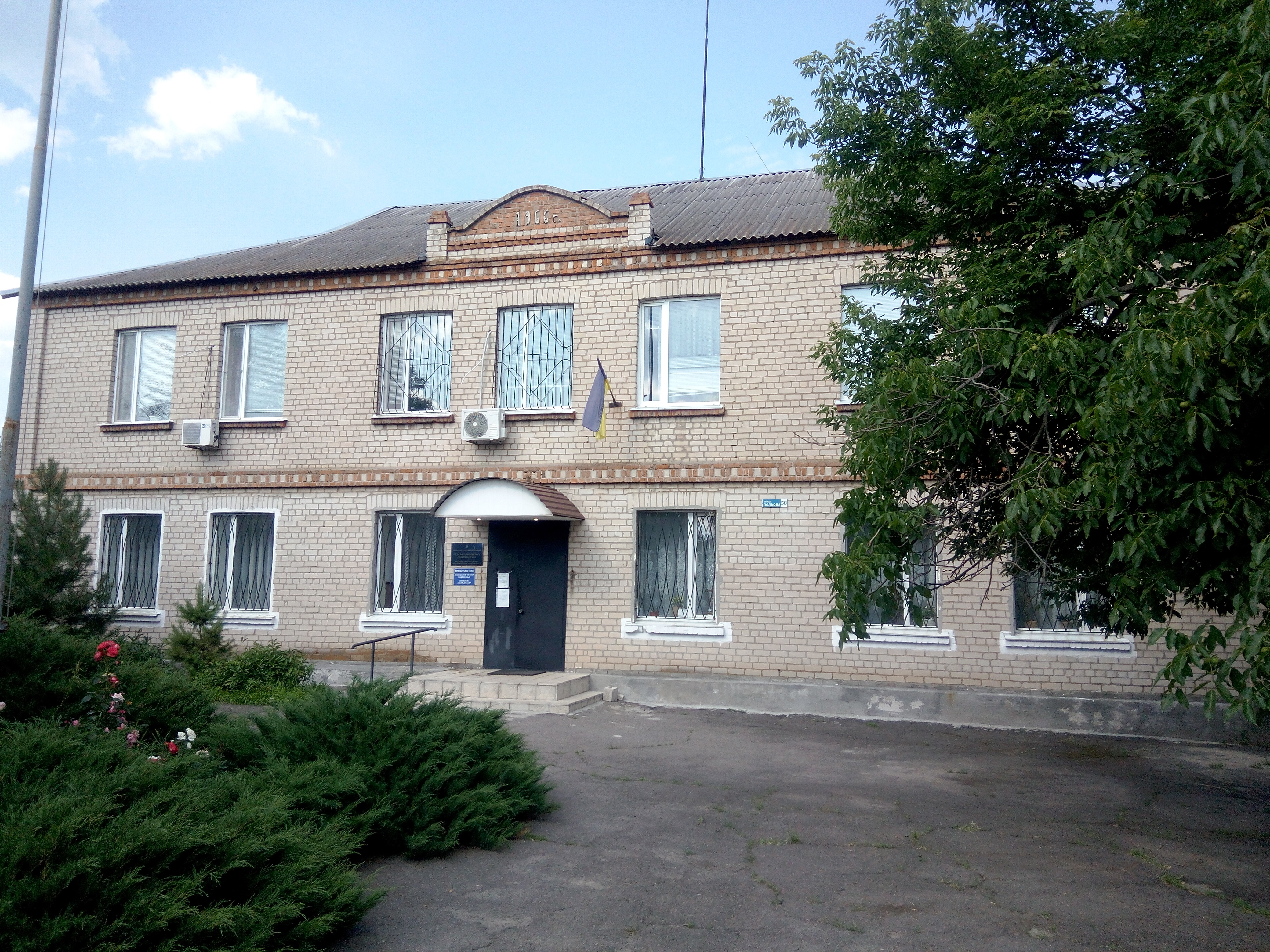
Сільська рада
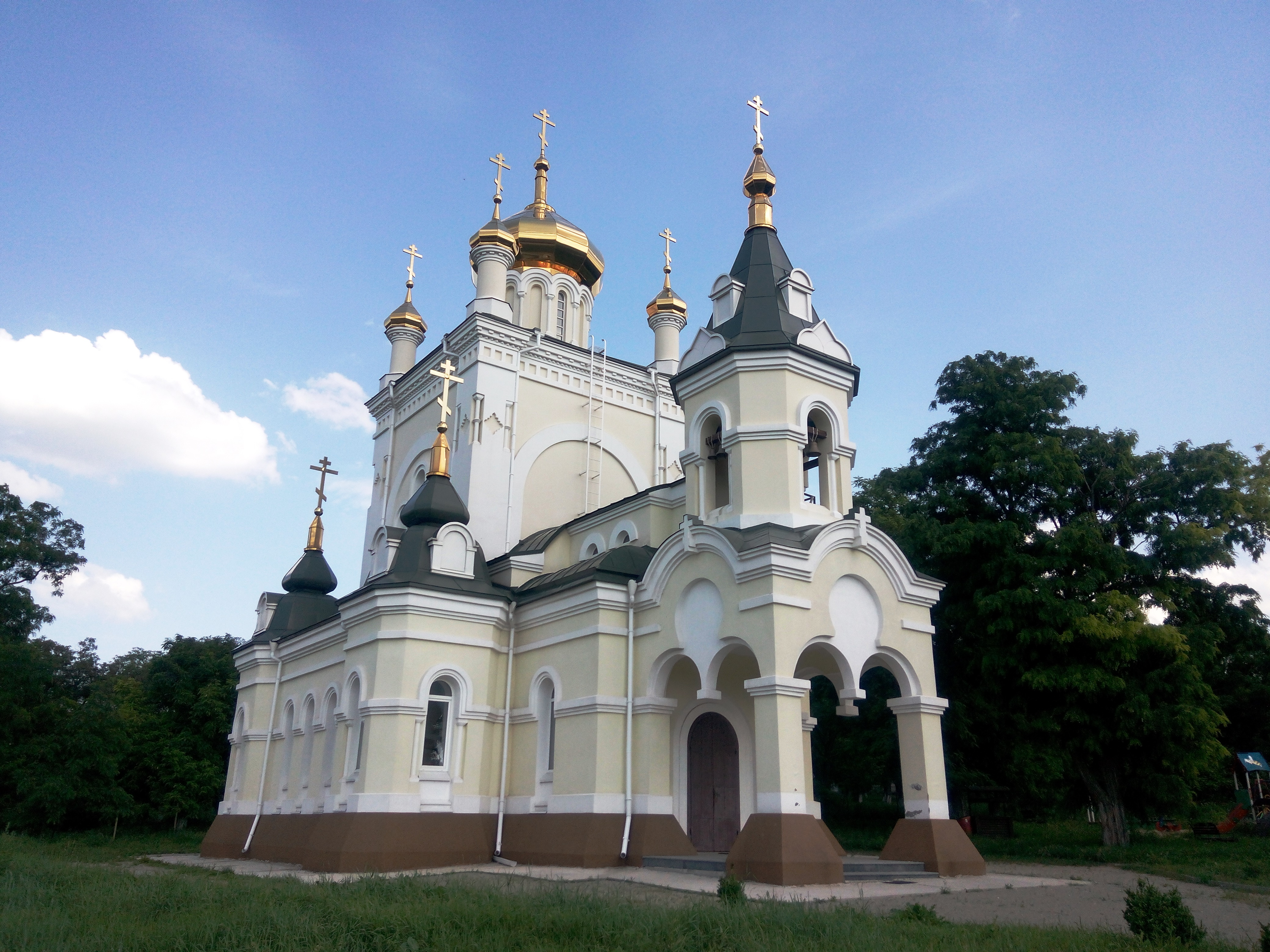
Свято-Духівський храм
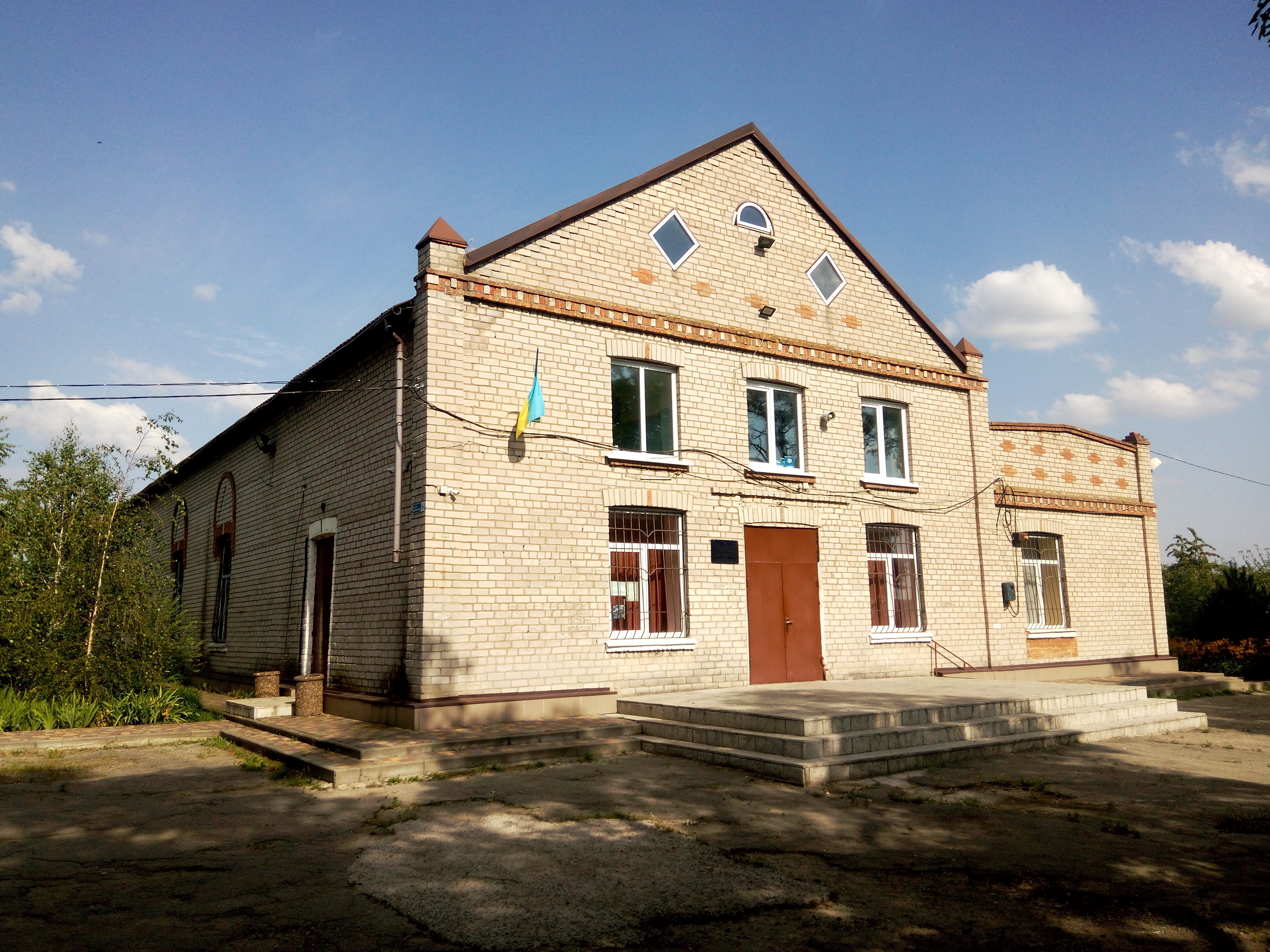
Культурно-дозвільний центр
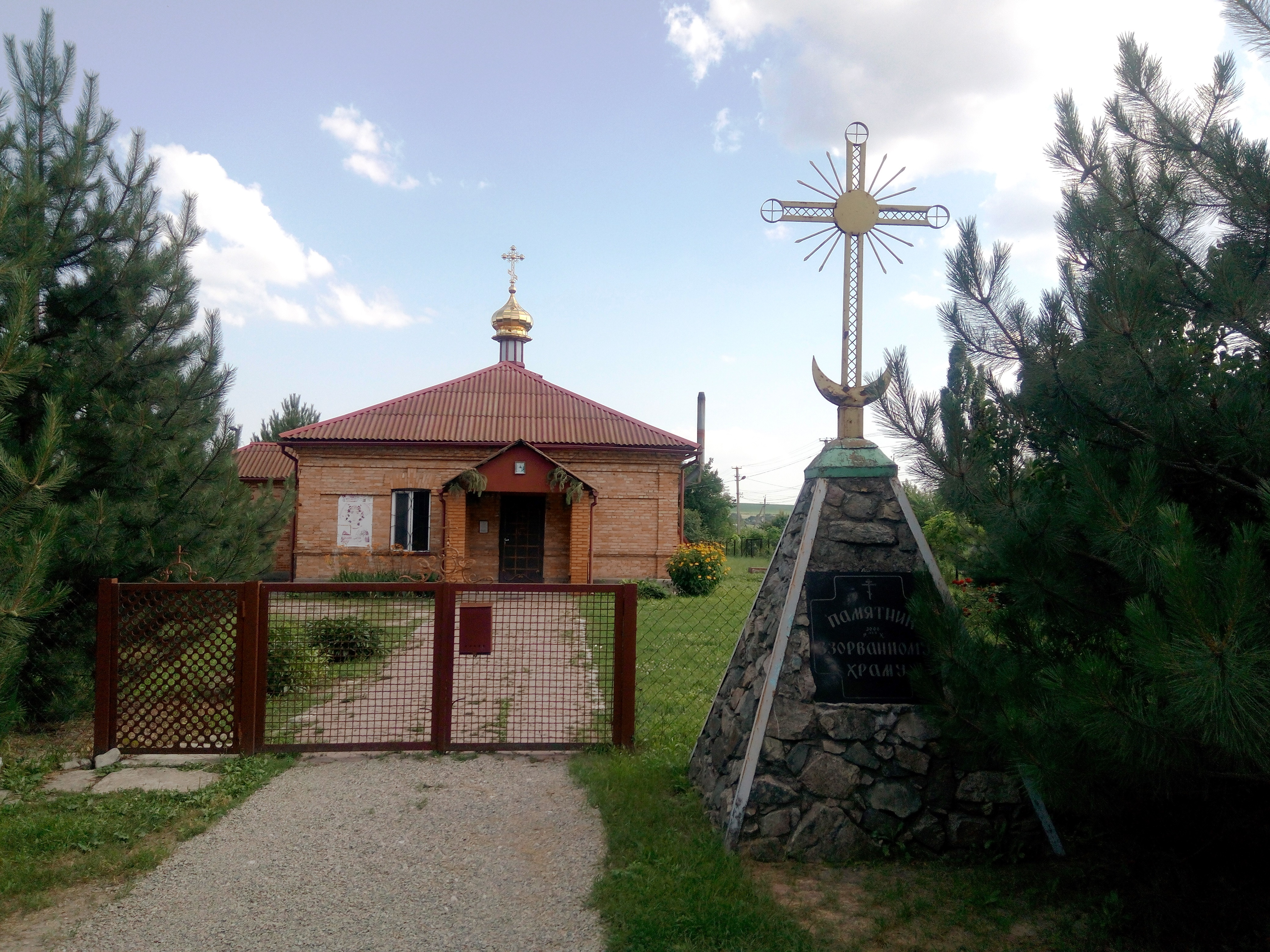
Свято-Троїцький храм та пам'ятник підірваному храму
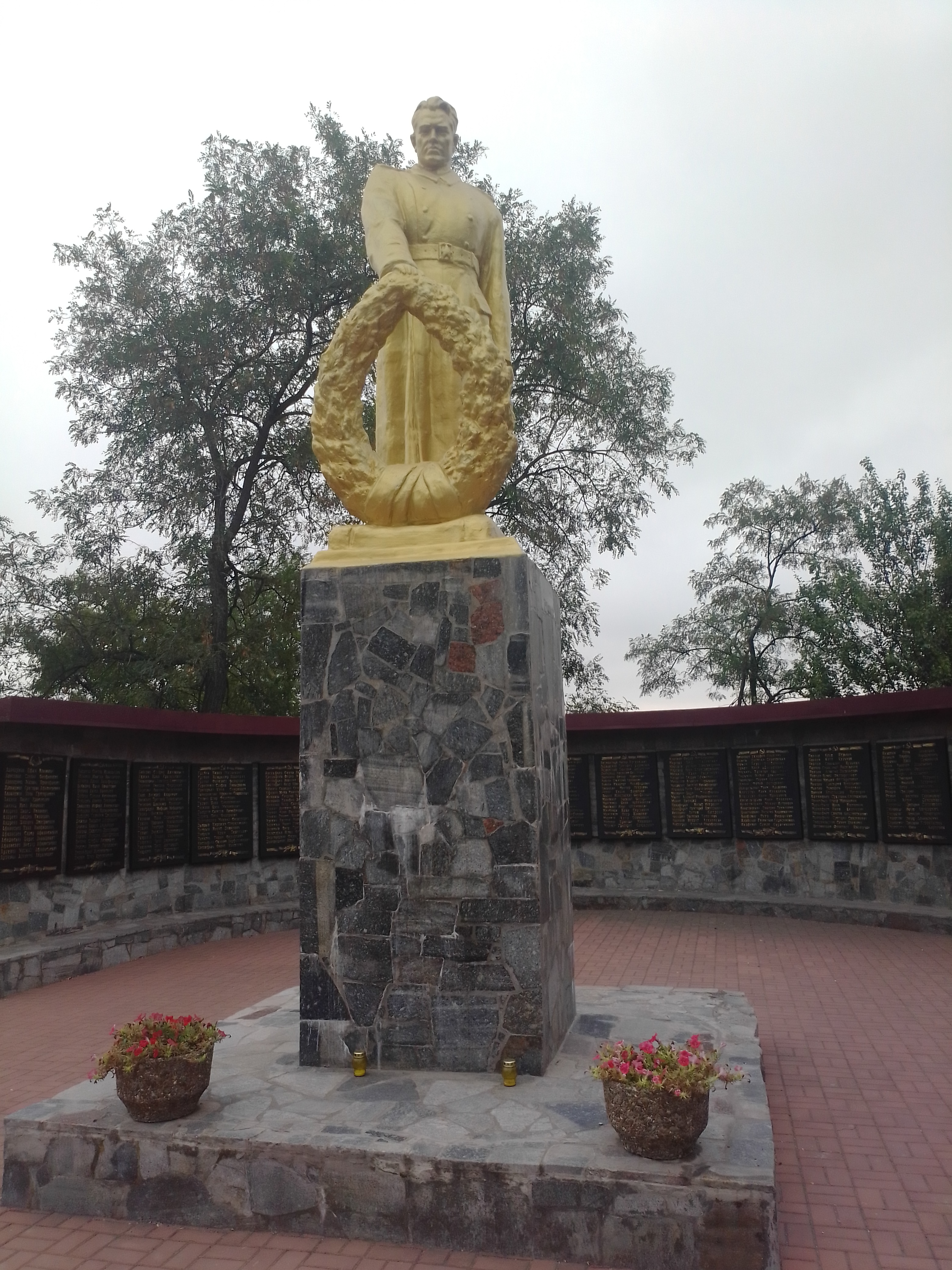
Військовий меморіал
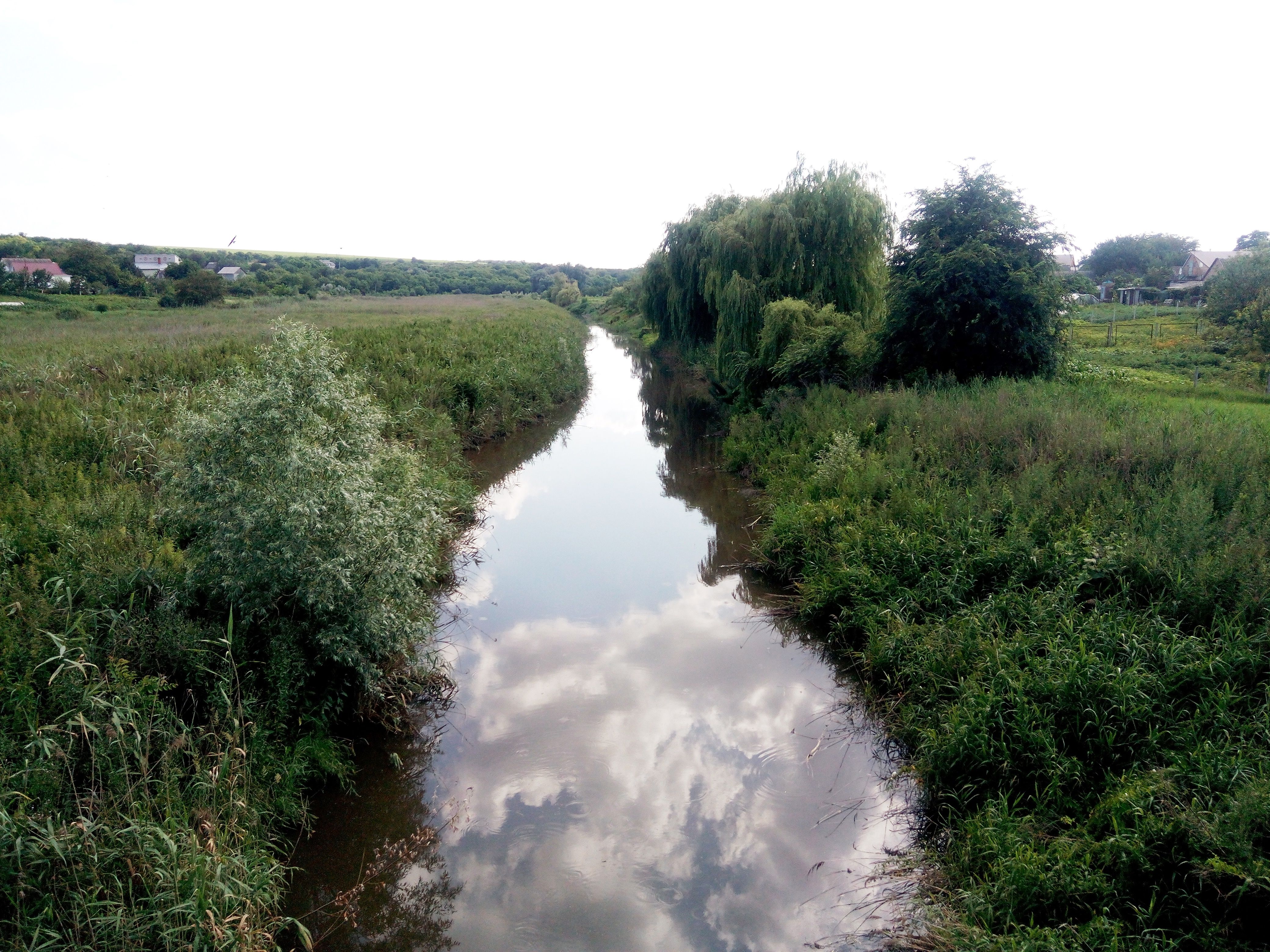
Вид на річку Мокра Сура